# Formens hus

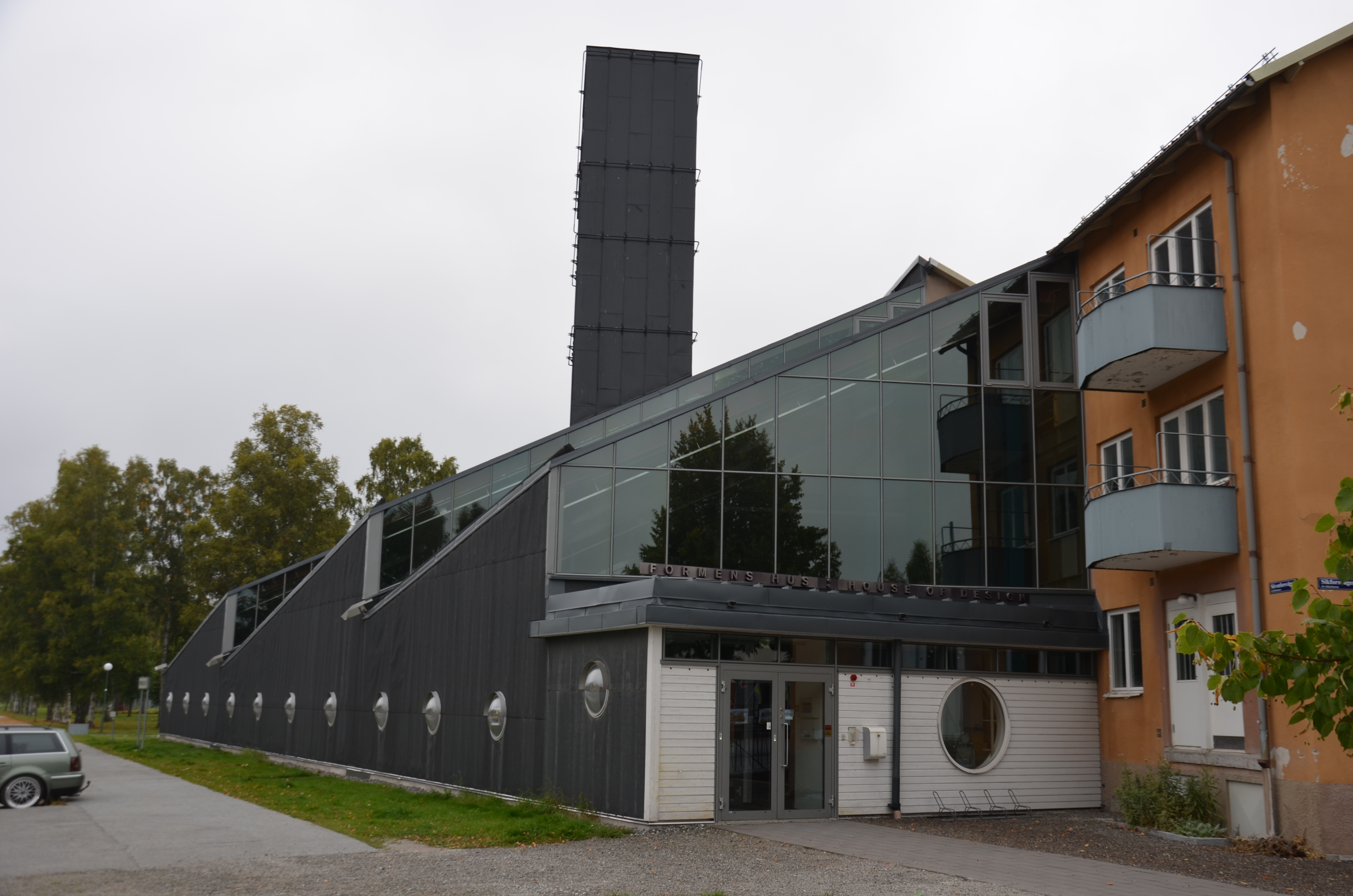
Formens hus

Formens hus var ett svenskt centrum för formgivning i Hällefors i Örebro län.
Verksamheten i Formens hus var tänkt att vara en länk mellan industri och formgivning. Med utställningar som bas bedrevs en pedagogisk verksamhet som riktade sig till företag, utbildningar, forskning, barn och ungdom samt till allmänheten.
Formens hus invigdes 2005 och drevs av Formens Hus AB, ägd av Stiftelsen Formens hus, bakom vilken i sin tur stod Hällefors kommun, Svensk Form och Sveriges Industridesigners förening.  Formens hus förvaltade en efter konkursen skingrad permanent designsamling och disponerade lokaler i huset för en högskoleförberedande ettårsutbildning i industridesign (FIDU), för vilken stiftelsen då var huvudman. 
Formens Hus AB försattes i konkurs i mars 2012. 2018 blev byggnaden centralhus för Hällefors kommun.
Arbetet på byggnaden blev aldrig klart på grund av konkursen och fortsätts byggas på och nu renoveras.